# Cantó de Messei
El cantó de Messei és un cantó francès del departament de l'Orne, situat al districte d'Argentan. Té 10 municipis i el cap es Messei.

## Municipis
- Banvou
- Bellou-en-Houlme
- Le Châtellier
- La Coulonche
- Dompierre
- Échalou
- La Ferrière-aux-Étangs
- Messei
- Saint-André-de-Messei
- Saires-la-Verrerie

## Història
| Data d'elecció                           | Identitat     | Partit                        | Qualitat |
| ---------------------------------------- | ------------- | ----------------------------- | -------- |
| 1945-19..                                | M. His        | RPF                           |          |
| 19..-1964                                | M. Guillemine | Divers droite                 |          |
| 1964-1970                                | Henri Buron   | MRP, després CDP              |          |
| 1970-2008                                | Gérard Burel  | UDR, després RPR, després UMP |          |
| 2008-                                    | Marc Toutain  | UMP                           |          |
| les dades anteriors no són pas conegudes |               |                               |          |
|                                          |               |                               |          |

## Demografia
| A partir de 1990: Població sense dobles comptes |